# Спенсер, Роберт, 2-й граф Сандерленд
Роберт Спенсер, 2-й граф Сандерленд (англ. Robert Spencer, 2nd Earl of Sunderland; 5 сентября 1641 — 28 сентября 1702) — английский аристократ, дипломат и политик из рода Спенсеров. Государственный секретарь Северного департамента (1679—1680, 1683—1684) и Южного департамента (1680—1681, 1684—1688), лорд-председатель Совета (1685—1688), лорд-камергер и лорд-судья (1697), лорд-лейтенант Стаффордшира (1679—1681) и Уорикшира (1683—1686, 1687—1689).

## Ранняя жизнь
Роберт Спенсер родился в Париже 5 сентября 1641 года. Единственный сын Генри Спенсера, 1-го графа Сандерленда (1620—1643), и леди Дороти Сидни (1617—1684), дочери Роберта Сидни, 2-го графа Лестера. Его отец Генри Спенсер погиб в Первой битве при Ньюбери 20 сентября 1643 года. После смерти своего отца Роберт Спенсер унаследовал титулы 2-го графа Сандерленда и 4-го барона Спенсера из Уормлитона.
Леди Дороти Спенсер наняла кальвиниста-репетитора Томаса Пирса для воспитания своего сына, а затем Роберт учился в колледж Крайст-Чёрч в Оксфорде. Бросив учебу, Роберт Спенсер поступил на военную службу в британскую армию, где в июне 1667 года дослужился до чина капитана в кавалерийском полку принца Руперта.
Граф Сандерленд поочередно занимал должности посла в Испании (сентябрь 1671 — май 1672), Франции (сентябрь 1672 — март 1673) и Нидерландах (май 1673). С 1673 по 1679 год он занимал должность постельничего, в 1679 году он был назначен членом Тайного совета и государственным секретарем Северного департамента. В то же время он исполнял обязанности английского посла в Париже (июль — октябрь 1678). В 1680 году лорд Сандерленд был назначен государственным секретарем Южного департамента.

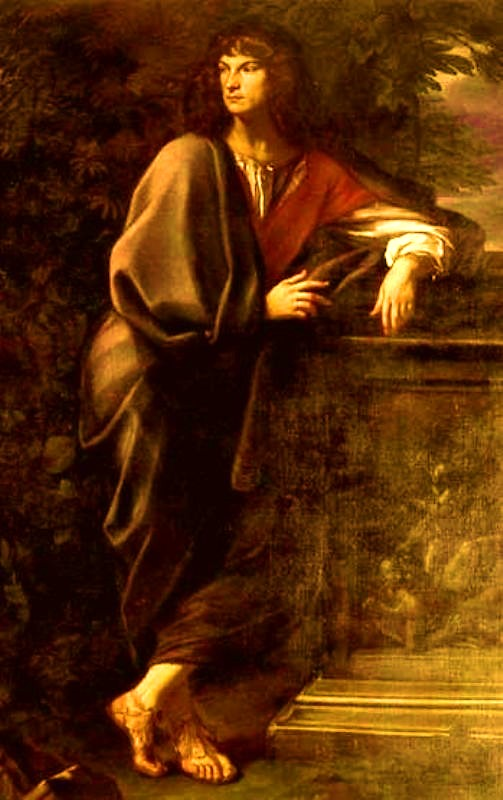
Лорд Сандерленд в классическом платье, Карло Маратта

Лорд Сандерленд также занимал пост лорда-лейтенанта графства Стаффордшир с 1679 по 1681 год. Роберт Спенсер был активным противником отмены права герцога Якова Йоркского на английский трон во время политического кризиса 1679—1681 годов. В 1681 году король Карл II Стюарт отстранил его от занимаемых должностей за поддержку «Билля об отводе». Позднее при содействии королевской фаворитки, герцогини Портсмут, лорд Сандерленд вернул расположение монарха. С 1682 по 1688 год он занимал должности государственного секретаря Северного и Южного департаментов, лорда-лейтенанта графства Уорикшир и лорда-председателя Совета. В июле 1688 года Роберт Спенсер открыто принял римско-католическую веру, чтобы угодить новому королю Якову II. 26 апреля 1687 года он был сделан кавалером Ордена Подвязки.
В октябре 1688 года граф Сандерленд, попавший в королевскую опалу, тайно бежал в Нидерланды. В Роттердаме он был арестован, но затем немедленно освобожден голландскими властями. Роберт Спенсер переехал в Утрехт, где предложил свои услуги принцу Вильгельму Оранскому и его супруге, Марии Английской. Между тем английский король-католик Яков II Стюарт был свергнут, его сменил его зять, Вильгельм III Оранский. Впоследствии он написал сэру Джону Черчиллю, прося его оказать содействие его возвращению в Англию. Некоторые из друзей лорда Сандерленда, в том числе Джон Ивлин и Томас Тенисон, имели влияние при дворе нового короля. Его сестра Дороти была женой Джорджа Сэвила, 1-го маркиза Галифакса, ключевого советника Вильгельма III в первые годы его правления. В январе 1691 года Вильгельм Оранский разрешил графу Сандерленду вернуться в Англию.
После своего возвращения Роберт Спенсер в апреле 1691 года вернулся в англиканскую веру и продолжил заседать в Палате лордов. 26 апреля 1691 года в Кенсингтонском дворце лорд Сандерленд был удостоен аудиенции монархов Вильгельма и Анны, а 28 апреля принес присягу в парламенте. В мае того же года король посетил лорда Сандерленда в его имении Элторп в Нортгемптоншире для обсуждения государственных дел. В последующие годы король часто навещал его. В сентябре 1693 года Роберт Спенсер вернулся в политику и снял себе дом в Лондоне. Он неоднократно советовал Вильгельму III Оранскому, чтобы он назначал своих министров от одной политической партии, и в конце концов добился примирения между королем и принцессой Анной. Он был влиятельным советником, призывал короля назначать членами правительства только политиков из партии вигов.
В апреле 1697 года Роберт Спенсер был назначен лордом-камергером. В декабре того же 1697 года лорд Сандерленд отказался от занимаемой должности и перестал заниматься политической деятельностью. Однако Вильгельм Оранский не принял отставки Роберта Спенсера, новый лорд-камергер был назначен только в 1699 году.
28 сентября 1702 года 61-летний Роберт Спенсер скончался в своём имении Элторп, где он прожил уединенно в последние годы жизни. Его титулы и владения унаследовал его единственный выживший сын, Чарльз Спенсер (1675—1722), 3-й граф Сандерленд.

## Семья

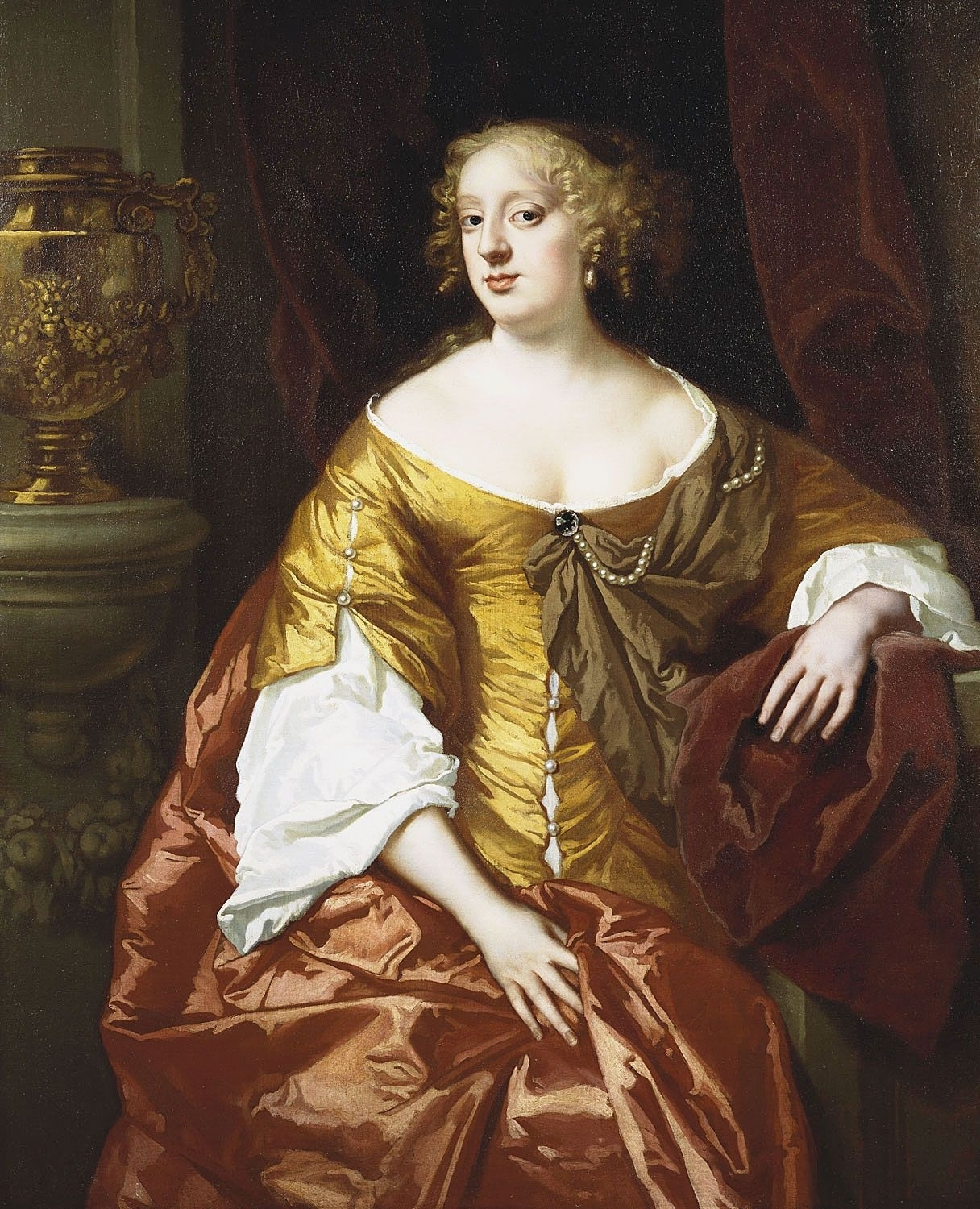
Энн Дигби, графиня Сандерленд (1646—1715)

10 июня 1665 года граф Роберт Сандерленд женился на Леди Энн Дигби (1646 — 16 апреля 1715), дочери Джорджа Дигби, 2-го графа Бристольского (1612—1677), и леди Энн Рассел (ок. 1620—1697). У супругов было по крайней мере пять детей:
- Лорд Роберт Спенсер (1666—1688)[2]
- Энн Спенсер (1667—1690), муж с 1686 года Джеймс Гамильтон, 4-й герцог Гамильтон (1658—1712)
- Изабелла Спенсер (1668—1684)
- Элизабет Спенсер (1671—1704), муж с 1684 года Доног Маккарти, 4-й граф Кланкарти (1668—1734)
- Чарльз Спенсер (ок. 1674—1722), 3-й граф Сандерленд[2].